# سیارک ۱۳۵۶۹
سیارک ۱۳۵۶۹ (به انگلیسی: 13569 Oshu، نامگذاری:1993EJ) سیزده هزار و پانصد و شصت و نهمین سیارک کشف شده‌است که در ۴ مارس ۱۹۹۳ کشف شد.